# Bacopa repens
Bacopa repens är en grobladsväxtart som först beskrevs av Olof Swartz, och fick sitt nu gällande namn av Richard von Wettstein. Bacopa repens ingår i släktet tjockbladssläktet, och familjen grobladsväxter. Inga underarter finns listade i Catalogue of Life.